# 盧阿納 (愛荷華州)
盧阿納（英語：Luana）是一個位於美國愛荷華州克萊頓縣的城市。

## 地理
盧阿納的座標為43°03′39″N 94°27′12″W / 43.06083°N 94.45333°W，而該地的平均海拔高度為345米（即1132英尺）。

## 人口
根據2010年美國人口普查的數據，盧阿納的面積為2.72平方千米，當中陸地面積為2.72平方千米，而水域面積為0.00平方千米。當地共有人口269人，而人口密度為每平方千米98人。